# Juvhel Tsoumou
Juvhel Fred Tsoumou (Brazzaville, República del Congo, 27 de desembre de 1990) és un futbolista africà que va debutar com a futbolista al FSV Zwickau.
Destacà com a futbolista als clubs Ermis Aradippou, Wacker Burghausen, TSV Hartberg, FSV Zwickau, Eintracht Frankfurt, Preston North End, Alemannia Aachen i Plymouth Argyle FC. També fou internacional amb la selecció congolesa.